# Parsifal (opera)
Parsifal is de laatste opera van Richard Wagner, die er het libretto of zoals hij het noemde de Dichtung en de muziek voor schreef. Wagner noemde dit werk een Bühnenweihfestspiel, en bepaalde dat het uitsluitend in het Festspielhaus in Bayreuth mocht uitgevoerd worden. Het verhaal is min of meer gebaseerd op de roman in versvorm Parzival van Wolfram von Eschenbach (ca.1170 – 1220). Critici van Wagner beschuldigden hem van het gebruik van christelijke symbolen voor zijn eigen gewin terwijl Nietzsche hem beschuldigde van ‘op zijn buik te kruipen voor het kruis’.
De schrijfwijze "Parsifal" ontleende Wagner aan de historicus Joseph von Görres die via een foutieve etymologische interpretatie een Perzische achtergrond meende gevonden te hebben. Parsifal was volgens hem letterlijk te vertalen als: "reine gek" of "zuivere dwaas". In de opera "Parsifal" van Wagner noemt Kundry hem bij de aanvang van haar sirenenzang in het tweede bedrijf Falparsi "töriger Reiner".

## Ontstaansgeschiedenis

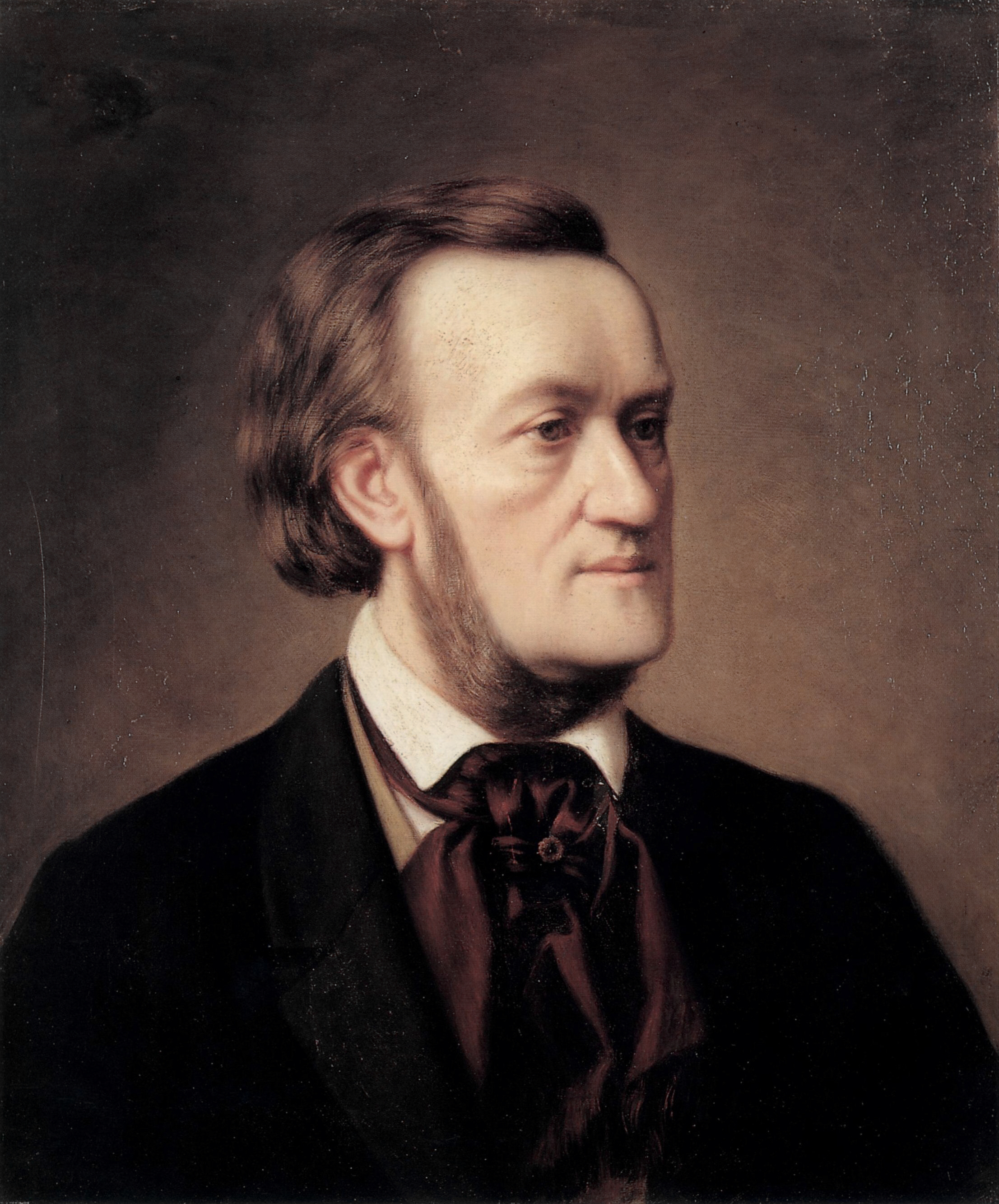
Richard Wagner, afgebeeld door Cäsar Willich in 1862

Twaalf jaar nadat Wagner de epische roman in versvorm van Wolfram von Eschenbach had gelezen tijdens een kuur in Mariënbad in 1845, maakte hij, zoals hij zelf schreef in zijn biografie, een eerste concept van Parsifal tijdens een verblijf in Zürich in een vakantiehuis dat hem ter beschikking was gesteld door Otto Wesendonck via diens vrouw Mathilde Wesendonck. Wagner zei hier zelf over dat hij op een Goede Vrijdag bewogen door de mooie tuin in de lentezon plots terugdacht aan de beschrijving van de Goede Vrijdag door Wolfram von Eschenbach in zijn Parzifal en daarop een ruwe schets voor de opera maakte. Later bleek dit een dichterlijke vrijheid was want Goede Vrijdag viel in 1857 op 10 april terwijl de Wagners pas op 28 april hun intrek namen in de woning die hen door Wesendonck ter beschikking was gesteld.
Hoewel Wagner in zijn correspondentie met Mathilde Wesendonck nog regelmatig over Parsifal schrijft, zal het tot 1865 duren voor hij het project weer ter hand neemt. Tussen 27 en 30 augustus van dat jaar maakt hij een ontwerp voor Parsifal, op vraag van koning Lodewijk II van Beieren, met een korte beschrijving van het verhaal en een karakterschets van de voornaamste personages die in het stuk voorkomen. Maar daarna blijft het weer stil rond Parsifal. Het is pas in januari 1877 dat Wagner de draad weer opneemt en aan het libretto begint te werken. Het eerste volledige tekstontwerp is afgewerkt op 19 april 1877.
In augustus 1877 begint Wagner aan de compositie van de grote muzikale lijnen voor het eerste bedrijf. In wat hij een Gesamtentwurf noemt, werkt hij met twee notenbalken, een voor de vocale muziek en een voor de instrumentale lijn. In een meer gedetailleerd ontwerp, de Orchesterskizze, wordt de orkestlijn op drie tot vijf notenbalken verder uitgewerkt. Wagner werkte bedrijf per bedrijf af; het eerste bedrijf was klaar op 1 januari 1878, het tweede was afgewerkt op 1 oktober 1878 en het derde werd beëindigd op 26 april 1879. Het maken van de volledige partituur werd aangevat op 23 augustus 1879, maar vanwege zijn verslechtende gezondheidstoestand zocht hij het warme Italië op in gezelschap van de Russische schilder Paul von Joukowsky. Het was daar dat hij in mei 1880 in Ravello de Villa Rufolo bezocht wat hem inspireerde voor het decor van de tovertuin van het kasteel van Klingsor. Joukofsky maakte een aantal schetsen van de tuin voor het decor van het tweede bedrijf. In november 1880 keert Richard terug naar Bayreuth en herneemt zijn werk aan de uiteindelijke partituur. Het eerste bedrijf is klaar op 25 april 1881, gevolgd door het tweede bedrijf op 19 oktober en op 25 december presenteerde hij aan Cosima de laatste georchestreerde pagina als verjaardagsgeschenk, hoewel hij in alle stilte nog aan de opera werkte tot 1 januari 1882.

## Synopsis

### Eerste bedrijf

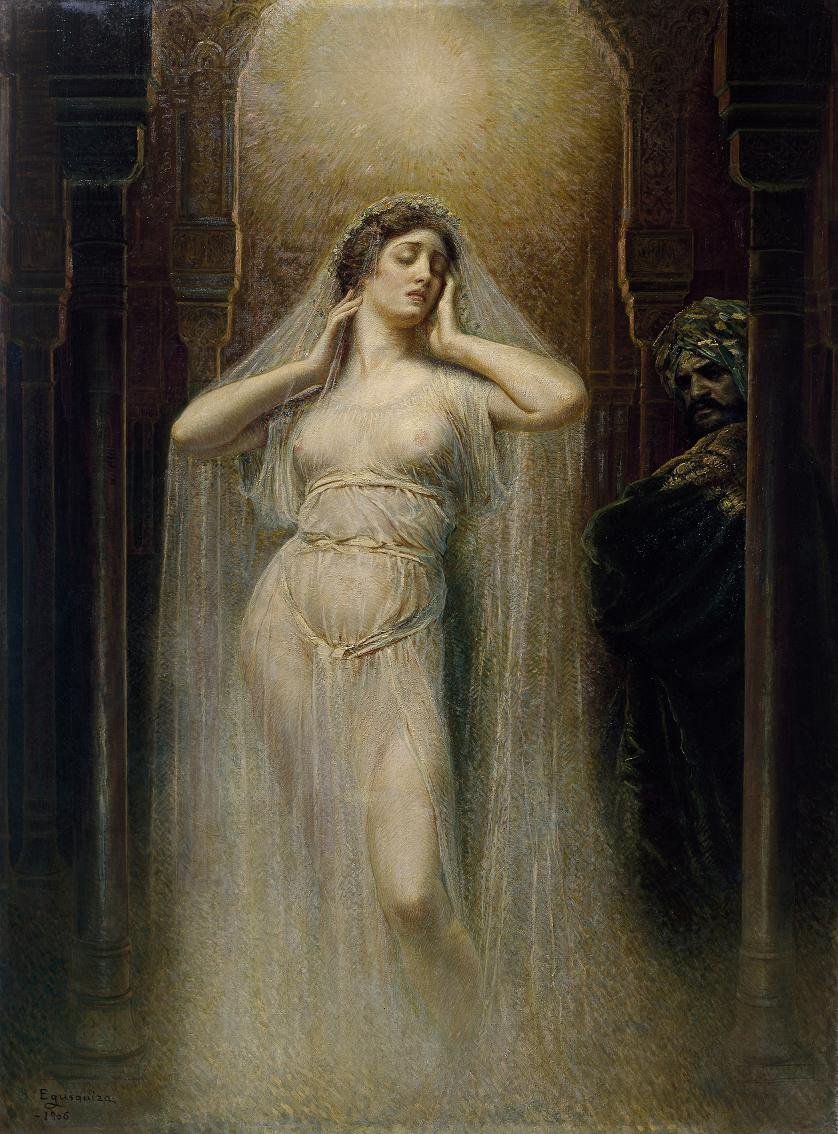
Kundry (1906) door Rogelio de Egusquiza. Museo Nacional del Prado, Madrid.

Het verhaal begint bij het slot Montsalvat ergens in de Spaanse Pyreneeën, de burcht waar de graalridders zich ophouden. Gurnemanz, een van de oudere graalridders wekt twee jonge schildwachten die ingedommeld waren tijdens de wacht. Twee andere graalridders vervoegen het gezelschap en vertellen Gurnemanz dat koning Amfortas een slechte nacht heeft doorgemaakt en ze gaan naar het nabijgelegen meer om het bad van de koning voor te bereiden. Op dat moment stort Kundry zich op de scène met een geneeskrachtige balsem die ze in Arabië is gaan zoeken. Amfortas wordt opgevoerd en beschrijft de ondraaglijke pijn die hij lijdt, maar ook de voorspelling van zijn verlossing. De koning wordt naar zijn bad gebracht en de jonge knapen beginnen Kundry te sarren, waarop Gurnemanz haar verdediging op zich neemt.
Hij vertelt dan het verhaal van Amfortas, die verleid door een wondermooie vrouw, de heilige speer uit zijn handen laat glippen, die wordt gegrepen door de tovenaar Klingsor die met de speer Amfortas een wonde in de zijde toebrengt. Hij vertelt de knapen ook hoe Titurel, de vader van Amfortas, de burcht bouwde en de broederschap oprichtte. Klingsor wou ook toetreden tot de broederschap maar werd geweigerd omdat hij wellustig was. Klingsor castreert zichzelf om kuis te worden maar wordt opnieuw geweigerd door Titurel die hem weerzinwekkend vindt. Klingsor zweert wraak te zullen nemen en vroeg of laat de speer en de graal te bemachtigen en de graalridders in het verderf te storten. De lange monoloog van Gurnemanz eindigt met de profetie die in de burcht op de muur verscheen dat Amfortas en de graalgemeenschap zullen gered worden door een ‘reine dwaas’.
Dan ontstaat er tumult aan het meer waar de koning zijn bad nam en schildknapen en ridders brengen een jongeman voor Gurnemanz die bij het meer een zwaan heeft doodgeschoten met zijn boog. Parsifal, de jongeman in kwestie, wordt door Gurnemanz duchtig de les gelezen over het doden van de zwaan, waarop Parsifal, die zich bewust wordt van zijn zinloze daad, zijn boog in stukken breekt. Daarna probeert Gurnemanz Parsifal te ondervragen naar zijn afkomst, maar Parsifal kan op geen enkele vraag antwoord geven, alleen de naam van zijn moeder Herzeleide kan hij geven. Daarop vat Kundry de herkomst van Parsifal samen en in het verdere gesprek zegt Kundry dat Herzeleide gestorven is waarop Parsifal haar aanvalt maar door Gurnemanz tot de orde geroepen wordt.
Gurnemanz begint te vermoeden dat Parsifal de reine dwaas zou kunnen zijn die in de profetie voorspeld werd en besluit om hem mee te nemen naar de Graalburcht waar Amfortas de graal aan de verzamelde ridders zal tonen. Alle ridders en knapen zijn verzameld in de grote zaal van het kasteel. Titurel maant zijn zoon aan om de graal te tonen, maar Amfortas weigert en barst uit in een jammerklacht over zijn lijden. Uiteindelijk zegent hij toch de verzamelde ridders met de graal. Op het einde van de plechtigheid stuurt Gurnemanz Parsifal weg omdat hij meent dat die niets begrepen heeft van wat hij zag. Tijdens die laatste scène wordt de profetie door hemelse stemmen herhaald.

### Tweede bedrijf

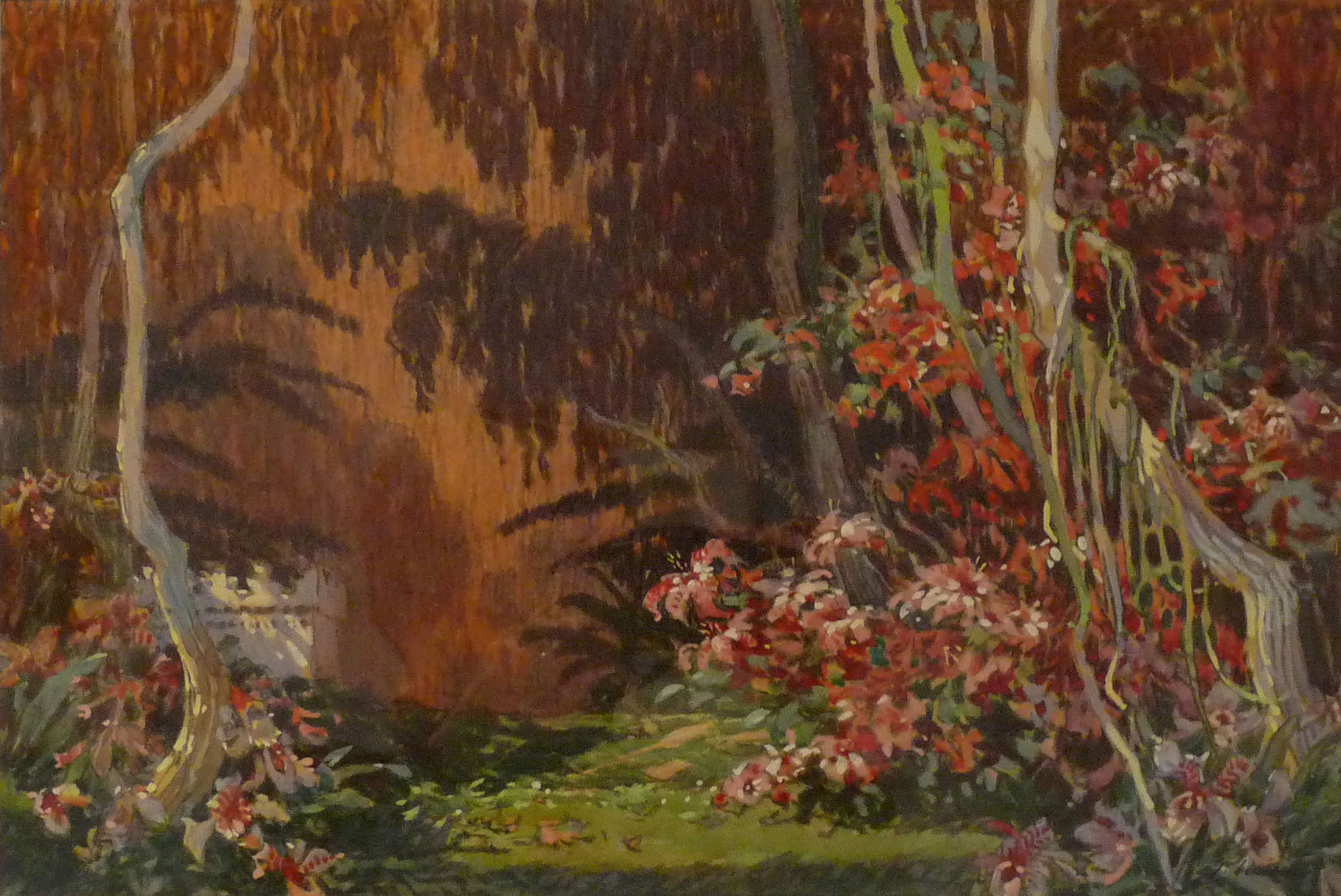
De Tovertuin (1913) door Georg Daubner. Musée d'Art moderne et contemporain, Straatsburg.

We bevinden ons in het toverslot van Klingsor die een bezwering uitspreekt om Kundry op te roepen. In het gesprek dat volgt tussen Kundry en Klingsor, vertelt Klingsor het verhaal van de verleiding van Amfortas door Kundry. Kundry krijgt de opdracht om Parsifal te verleiden, Klingsors gevaarlijkste vijand, omdat hij beschermd wordt door het schild van de onwetendheid, der Torheit Schild in de originele tekst. Kundry weigert aanvankelijk maar ze wordt door Klingsor gedwongen. Ze is in zijn macht omdat hij de enige man is die ze nooit kon verleiden, hij had namelijk zichzelf ontmand! Dan roept Klingsor zijn wachters op, allemaal voormalige graalridders die in Klingsors macht gekomen zijn nadat ze verleid werden door Kundry of de bloemenmeisjes.
Als Parsifal zijn vijanden verslagen heeft bereikt hij de slottuin waar hij wordt opgewacht door de bloemenmeisjes, bloemen die door Klingsor zijn omgetoverd in beeldschone, jonge verleidelijke vrouwen. De bloemenmeisjes proberen Parsifal te verleiden, maar als ze beginnen kibbelen over wie dan wel de mooiste is, wil hij weggaan. Kundry in de gedaante van een bovenaards mooie vrouw roept Parsifal bij zijn naam waarop de bloemenmeisjes verdwijnen en Parsifal als betoverd blijft staan. Kundry probeert het vertrouwen van Parsifal te winnen door hem het verhaal van de dood van zijn vader en het verdriet van zijn moeder te vertellen. Ze verklaart hem ook waarom Herzeleide zich met haar zoontje in het bos terugtrok om hem ver van alle wapengeweld op te voeden en ze vervolgt haar verhaal met het grote verdriet dat Parsifal zijn moeder heeft aangedaan door van haar weg te gaan, verdriet waaraan ze stierf.
Parsifal vervloekt zijn domheid en verwijt zich dat hij op een dergelijke manier zijn moeder vergeten is en Kundry brengt hem de laatste groet van zijn moeder over: een innige kus. Op dat moment wijkt de dwaasheid of de onschuld en beseft Parsifal dat hij ook de klacht van Amfortas niet heeft begrepen en meer nog, dat het eigenlijk de heiland was die hem vroeg zijn heilig bloed te verlossen uit de zondige handen van Amfortas. Als Kundry een poging doet om het tij nog te keren beseft Parsifal dat zij het was die Amfortas verleidde en stoot haar weg. Kundry vertelt dan aan Parsifal over haar vloek om eeuwig rond te zwerven omdat ze om de lijdende Christus gelachen had. Parsifal biedt haar verlossing van die vloek aan als ze hem naar de graalburcht brengt, maar Kundry vervloekt hem en voorspelt dat hij nooit de weg zal vinden, waarop ze woedend wegloopt en Klingsor ter hulp roept.
Klingsor verschijnt nu op de burchtmuur met de heilige speer waarmee hij Parsifal tracht te treffen, maar de speer blijft boven Parsifals hoofd zweven. Parsifal neemt de speer en maakt er een kruisteken mee waardoor Klingsor en zijn burcht door de aarde verzwolgen worden.

### Derde bedrijf

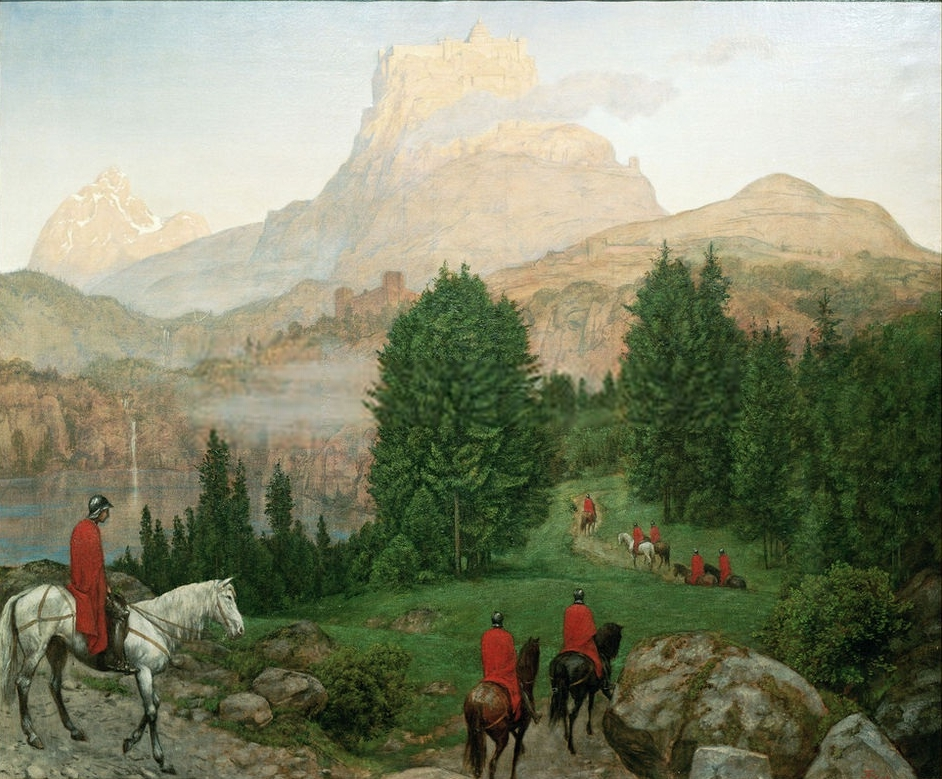
De Graalburcht (1899) door Hans Thoma.

Het eerste tafereel speelt bij een hut aan een bron in het Graalsgebied waar Gurnemanz, heel erg verouderd, iemand hoort steunen in het struikgewas. Hij ontdekt Kundry die zo goed als dood tussen de struiken bij de bron lag. Op dat moment komt een geharnaste ridder met een speer naderbij. Die wordt door Gurnemanz terechtgewezen omdat hij op goede vrijdag geen wapens hoort te dragen. Als de ridder zijn helm afneemt en de speer in de grond plant, herkent Gurnemanz Parsifal en de heilige speer en Parsifal herkent op zijn beurt Gurnemanz. Parsifal vertelt dan van zijn omzwervingen in zijn zoektocht naar de graalburcht en Gurnemanz brengt Parsifal op de hoogte van het verval van het riddergenootschap sinds Amfortas, na het eerste bezoek van Parsifal, weigert de graaldienst te vervullen om zo zijn einde te bespoedigen.
Parsifal is wanhopig over zijn falen, maar Gurnemanz weet hem te troosten en zegt dat hij diezelfde dag nog het ambt van Amfortas moet overnemen. Hij wordt aan de heilige bron gebracht en Kundry wast zijn voeten, zalft ze en droogt ze met haar lange haren. Ondertussen wast Gurnemanz zijn hoofd en zalft Parsifal tot koning. Zijn eerste taak als koning is het dopen van Kundry om haar van haar vloek te verlossen.
Hierna wordt Parsifal door Gurnemanz naar de graalburcht gebracht. De volgende scène vindt plaats in de burchtzaal waar ridders verzameld zijn rond de lijkbaar van Titurel en de brits van Amfortas met de toegedekte graal op een altaar voor Amfortas. Amfortas weigert de graaldienst te verrichten nadat hij een gebed tot zijn vader heeft uitgesproken waarin hij hem vraagt de dood van zijn zoon af te smeken bij de heiland. De ridders willen Amfortas dwingen om de dienst te verrichten en op dat moment komt Parsifal binnen. Hij raakt met de punt van de speer de zijde van Amfortas aan om diens wonde te genezen. Daarop onthult Parsifal de graal.

## De Parsifallegende

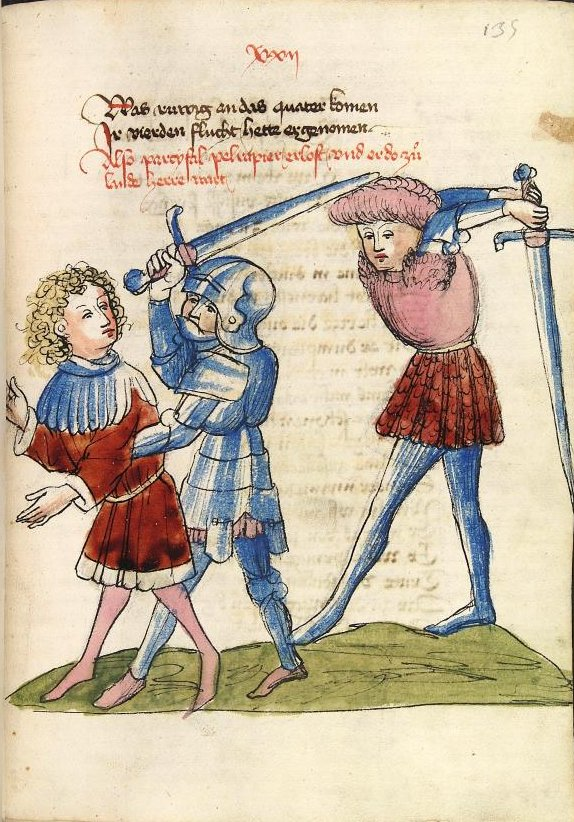
Parzival en Condviramur (15e eeuw). Boekverluchting uit een maniscript van Diebold Lauber met de Parzival-versie van Wolfram von Eschenbach.

Aanvankelijk waren de graalromans, die van Franse oorsprong zijn, en de verhalen rond Perceval of Parzifal, een ridder uit de legendes rond koning Arthur, aparte verhalen Het zou Walter Map geweest zijn die, naar het einde van de twaalfde eeuw, de graallegendes opnam in de Arthurlegendes om die te verchristelijken. Het verhaal werd snel populair en Wolfram von Eschenbach schrijft zijn versie van het Parzifal-epos omstreeks 1210. Het is deze versie die Wagner (gedeeltelijk) gebruikt als basis voor zijn libretto. De versie van Wolfram von Eschenbach was dan weer gebaseerd op de Perceval ou le Conte du Graal van Chrétien de Troyes. Chrétien was de hofdichter van Maria, de hertogin van Champagne, een dochter van Eleonora van Aquitanië. Na 1181 was hij werkzaam aan het hof van Filips van de Elzas, graaf van Vlaanderen, die hem stof leverde voor zijn graalroman. Walter Map verbleef in 1179 aan het hof van Hendrik I van Champagne waar Chrétien hem ontmoet kan hebben.
Hoewel Wagner zijn Parsifal baseerde op de Parzifal van Wolfram von Eschenbach zijn er grote verschillen tussen beide verhalen. Een van de belangrijkste verschillen is dat de graal bij Wolfram niet geassocieerd is met Christus. De graal bij Wolfram is een steen die uit de kroon van Lucifer viel toen die verslagen werd door de aartsengel Michaël, bij Wagner is het de kelk waar Christus uit dronk bij het laatste avondmaal en waarin zijn bloed werd opgevangen bij zijn kruisdood, naar een van de latere versies van het verhaal van Chrétien de Troyes. De heilige speer die gebruikt werd om Christus' zijde te doorboren komt ook uit deze latere versie naar Chrétien.
Wolfram vertelt dat de jonge Parzival, nadat hij voor het eerst koning Arthur en zijn vrouw Guinevere heeft ontmoet, de Rode Ridder Ither doodt en voortaan diens rode wapenrusting draagt en diens paard berijdt, maar Wagner laat dit belangrijke thema weg.
Een ander essentieel verschil bestaat erin dat Wolfram een dubbelverhaal vertelt over Gawan, een ridder van de ronde tafel van Arthur en over Parsifal, de zoon van Gahmuret en Herzeloyde die door zijn moeder in een bos ver van de wereld van ridders en wapens wordt grootgebracht. Het is bijvoorbeeld Gawan die de vrouwen die gevangen gehouden worden in de burcht van Klingsor bevrijdt. Gawan komt bij Wagner niet voor, uitgezonderd een zijdelingse vermelding in het verhaal van Gurnemanz in het eerste bedrijf waar hij wordt genoemd als een van de graalridders die in een ‘queeste’ een geneeskrachtig kruid voor Amfortas had veroverd. Het thema van de ‘reine dwaas’ die zijn eerste kus krijgt van Kundry komt bij Wolfram ook niet voor, Parzifal was al voor zijn eerste contact met de graal getrouwd met Condwiramurs en vader van een zoon.
Een aantal van de figuren gecreëerd door Wolfram zijn door Wagner anders gebruikt of aangepast. Kundry is bij Wagner een samenvoeging van vier personages van Wolfram, de waarzeggende heks ‘Cundrie la Surziere’, Sigune een meisje dat Parzifal ontmoet in een bos en van wie hij het verhaal van zijn afstamming te horen krijgt, de ridder Trevrizant die aan Parzifal de dood van zijn moeder meldt en hem de les spelt voor het achterlaten van Herzeloyde en de vierde is dame Orgeluse de verleidster van Anfortas die ook Gawan poogt te verleiden. In Wolframs versie is Gurnemanz von Graharz geen graalridder maar de edelman die Parzifal zijn opleiding tot ridder geeft en het is precies Gurnemanz die Parzifal leert geen onnodige vragen te stellen, een houding die essentieel is in het verhaal maar bij Wolfram een gevolg is van zijn opleiding, bij Wagner een gevolg van zijn onwetendheid. Bij Wagner is het ook Gurnemanz die Parsifal terechtwijst voor het gewapend rondtrekken op Goede Vrijdag, waar dit bij Worlfram rondtrekkende pelgrims zijn. De taak van de grijsaard Trevrizent die in zijn kluis in het bos Parsifal zal onderwijzen in hoe een ridder zich gedraagt ten overstaan van het geloof, wordt bij Wagner aan Gurnemanz toevertrouwd.
Wagner heeft het verhaal van Wolfram enerzijds scenisch samengebald en anderzijds aangepast om de verlossingsidee centraal te stellen. Het tweede bedrijf is het meest afwijkend van het verhaal van Wolfram, maar Wagner wou hiermee de tegenstelling tussen goed en kwaad benadrukken en zeer uitgebreid het verlies van Parsifal zijn 'onschuld' of 'dwaasheid' uitwerken.

## Uitvoeringsgeschiedenis

### De première

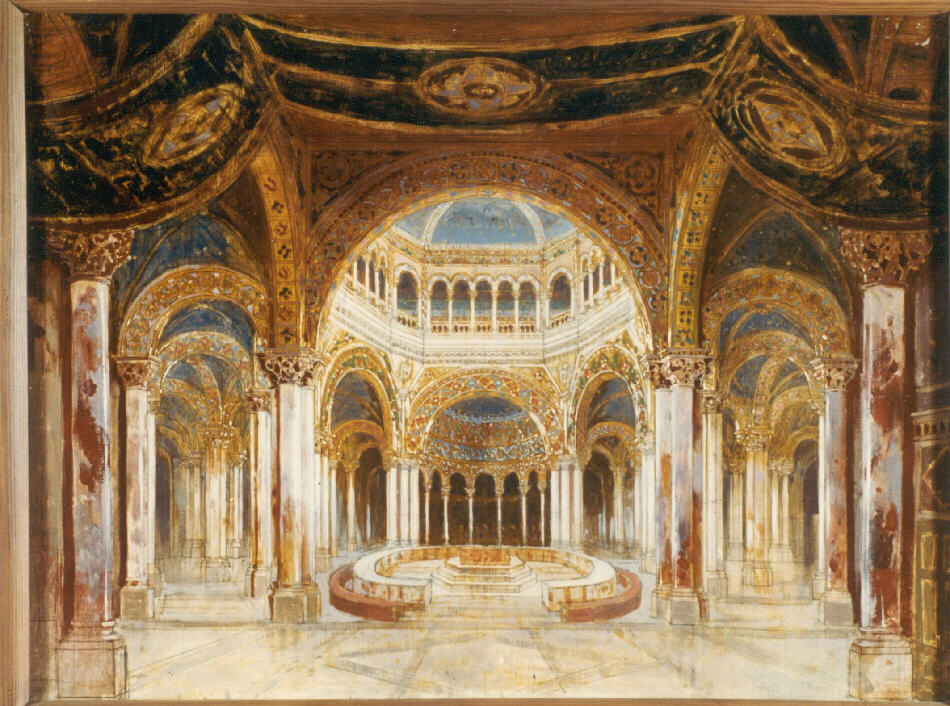
Scène-ontwerp van de graaltempel door Paul von Joukowsky, 1882.

Het eerste deel van de opera dat werd uitgevoerd, was het voorspel van het eerste bedrijf, door het Meiningen orkest in Wagners huis Wahnfried op 25 december 1878 ter gelegenheid van de verjaardag van Cosima, zijn tweede vrouw. Op 12 november 1880 dirigeerde Wagner zelf dit voorspel in een privé concert voor koning Lodewijk II van Beieren, zijn mecenas.
De repetities voor de première begonnen op 1 juli 1882. Het orkest werd samengesteld uit honderdenzeven muzikanten, de meesten van de Bayerische Staatsoper toe nog het Königlichen Hof- und Nationaltheater in München. Het koor telde negenentwintig bloemenmeisjes waarvan 6 solisten en er waren eenendertig graalridders in de eerste uitvoeringen. Daarnaast waren er nog negentien stemmen achter de scène als tempelkoor en vijftig kinderstemmen voor het engelenkoor in de koepel van de graalhal. Het decor en de zeer sobere kostuums waren ontworpen door Joukowsky. Het kasteel van Klingsor was gebaseerd op het Palazzo Rufalo in Ravello, zoals we eerder zagen en de zaal voor de graaldienst was geïnspireerd door de kathedraal van Siena die Wagner de voorgaande zomer bezocht had.
Bij de voorbereidingen van de Parsifalpremière betrok Wagner de door hem zeer gerespecteerde jonge componist (en bewonderaar van zijn kunst) Engelbert Humperdinck. Vanaf januari 1881 tot in juli 1882 hielp Humperdinck als Wagners assistent bij het instuderen van de zang- en speelpartijen. Toen tijdens een repetitie van het eerste bedrijf de zogeheten Verwandelungsmusik (zuiver instrumentale overgangsmuziek tussen twee scenes) van te korte duur bleek te zijn voor de decorwisseling, verzocht Wagner Humperdinck dringend om de Verwandlungsmusik uit te breiden, wat prompt gebeurde. In later instantie zou Humperdinck de compositieleraar van Wagners zoon Siegfried worden.
De première vond plaats op 26 juli 1882 in het Festspielhaus in Bayreuth, onder de directie van Hermann Levi, muzikaal directeur bij de Bayerische Staatsoper en een goede vriend van Richard Wagner ondanks zijn Joodse afkomst. Van de zestien uitvoeringen in juli en augustus van dat jaar waren de eerste twee voor een privé publiek.
Bij de première betrad Wagner het podium na het einde van het tweede bedrijf om het publiek te vragen niet te applaudisseren gedurende voorstelling en te stoppen met om open doekjes te vragen tot bij het einde van de uitvoering, omdat dit niet paste bij het gewijde karakter van zijn werk. Hieruit ontstond in Bayreuth de traditie om geen applaus te geven op het einde van het eerste bedrijf hoewel dit eigenlijk niet Wagners bedoeling was geweest.
In de laatste uitvoering dat jaar op 29 augustus, nam Richard Wagner zelf de dirigeerstok in handen om de overgangsscène en het tweede deel van het derde bedrijf zelf te dirigeren. Dit was de eerste en tegelijkertijd de laatste keer dat hij in Bayreuth dirigeerde. Na een stormachtig applaus bij het einde van de uitvoering bedankte Wagner met een korte dankbetuiging zijn publiek. Hij eindigde met de woorden ‘tot volgend jaar’, maar voor hem zou er geen volgend jaar zijn, hij stierf op 13 februari 1883 in Venetië.

### Parsifal voorbehouden aan Bayreuth

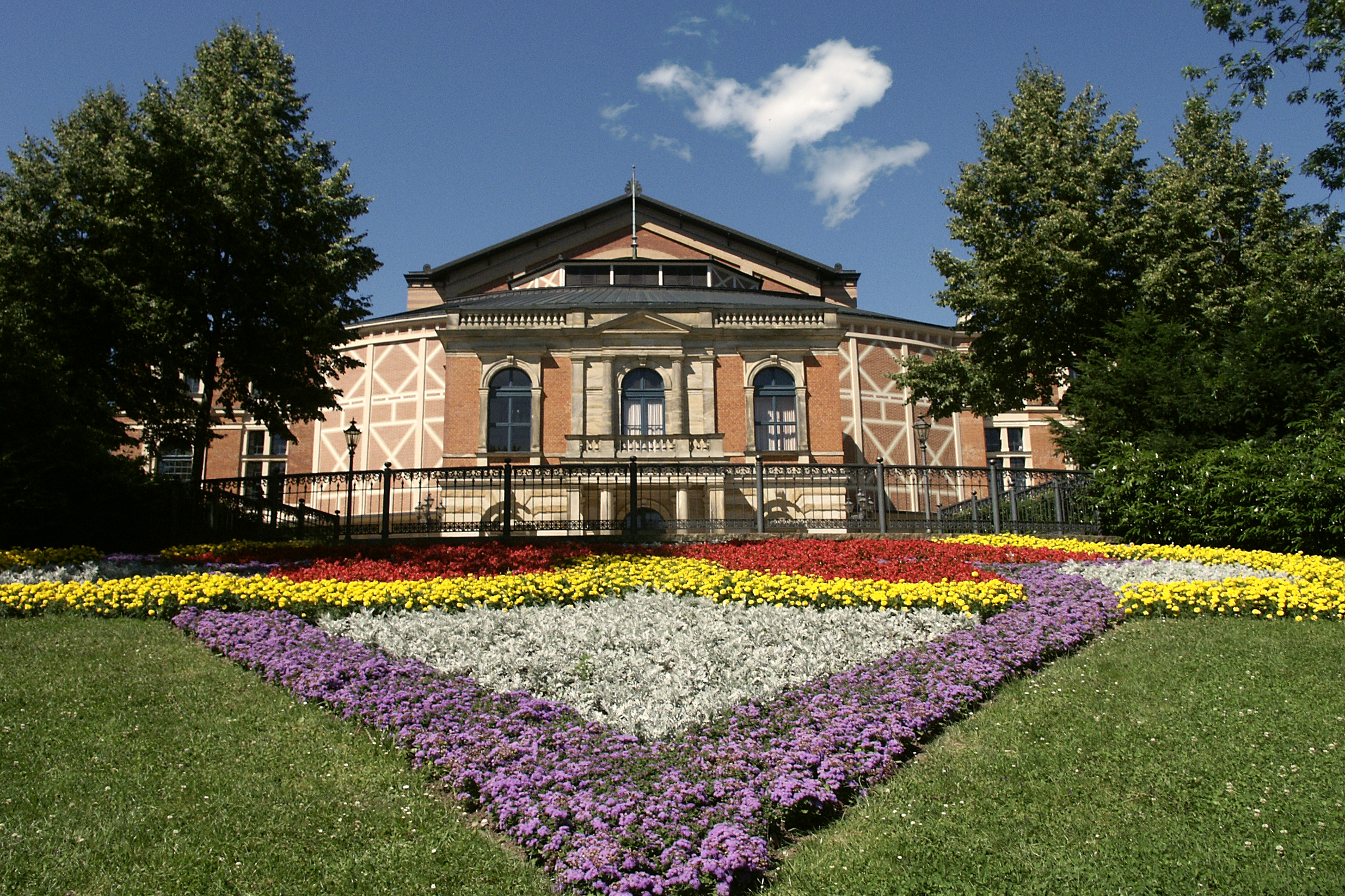
Bayreuth – Festspielhaus

Wagner vreesde dat zijn Bühnenweihfestspiel zou ‘ontwijd’ worden bij opvoeringen in theaters waar men niet het gewijde karakter van zijn werk zou respecteren. Men moet hierbij in acht nemen dat het er bij een klassieke opera-uitvoering in Wagners tijd heel anders aan toe ging dan vandaag, men ging naar de opera als naar een sociaal evenement waar men tijdens de uitvoering rustig kon keuvelen en roddelen. Daarom stond hij erop dat Parsifal alleen maar zou uitgevoerd worden in Bayreuth.
Cosima trachtte, met de steun van de Genossenschaft deutscher Tonkünstler het Duitse parlement ertoe te bewegen de periode waarin de auteursrechten zouden gelden uit te breiden boven de standaard voorziene dertig jaar, maar zonder resultaat. Het werk zou vrij mogen opgevoerd worden vanaf het einde van 1913. Maar het duurde slechts twintig jaar eer het werk in 1903 werd opgevoerd in New York en Nederland volgde met vier voorstellingen in Amsterdam tussen 1905 en 1908. Bij de Wagner-getrouwen was dit gekend als de verkrachting van de graal. Voordien waren er al door Bayreuth toegelaten concertante uitvoeringen geweest in Londen in 1884, in New York in 1886 en in Amsterdam in 1894.
Toen in 1914 het auteursrecht verviel werd het werk in meer dan 50 operahuizen in Europa uitgevoerd voor het begin van de Eerste Wereldoorlog in datzelfde jaar..

### Aangepaste regie
In 1951 ontketende Wieland Wagner, kleinzoon van Richard, een ware storm met zijn nieuwe enscenering van de opera waarin hij volledig brak met de aanduidigen voor de enscenering die door zijn grootvader waren gegeven. Wieland zette een Parsifal neer waaruit de kastelen en de graalhal waren verdwenen en hij met een nagenoeg leeg podium en lichteffecten de muziek van zijn grootvader en de psychologische achtergrond van het drama op de voorgrond probeerde te plaatsen. Hij volgde daarbij de ideeën van de Zwitser Adolphe Appia. Wat ongetwijfeld ook meespeelde bij Wieland was het realiseren van een breuk met het recente verleden waarin de nazi's zich Wagner hadden toegeëigend.
De reacties op de nieuwe productie waren extreem, voor Ernest Newman, de Wagner-biograaf, was het niet alleen de beste Parsifal die hij ooit gezien had maar een van de drie of vier mooiste spirituele belevenissen uit zijn leven. Anderen zoals de dirigent van de uitvoering, Hans Knappertsbusch, waren veel minder enthousiast tot regelrecht vijandig. Wat Wieland realiseerde was revolutionair en trendsettend. Na deze opvoering van Parsifal zou geen enkele van Wagners opera’s nog op de oude manier worden geregisseerd en in zijn opzet om het werk van zijn grootvader uit de nazisfeer te halen was Wieland glansrijk geslaagd.

### Parsifaltraditie in Antwerpen

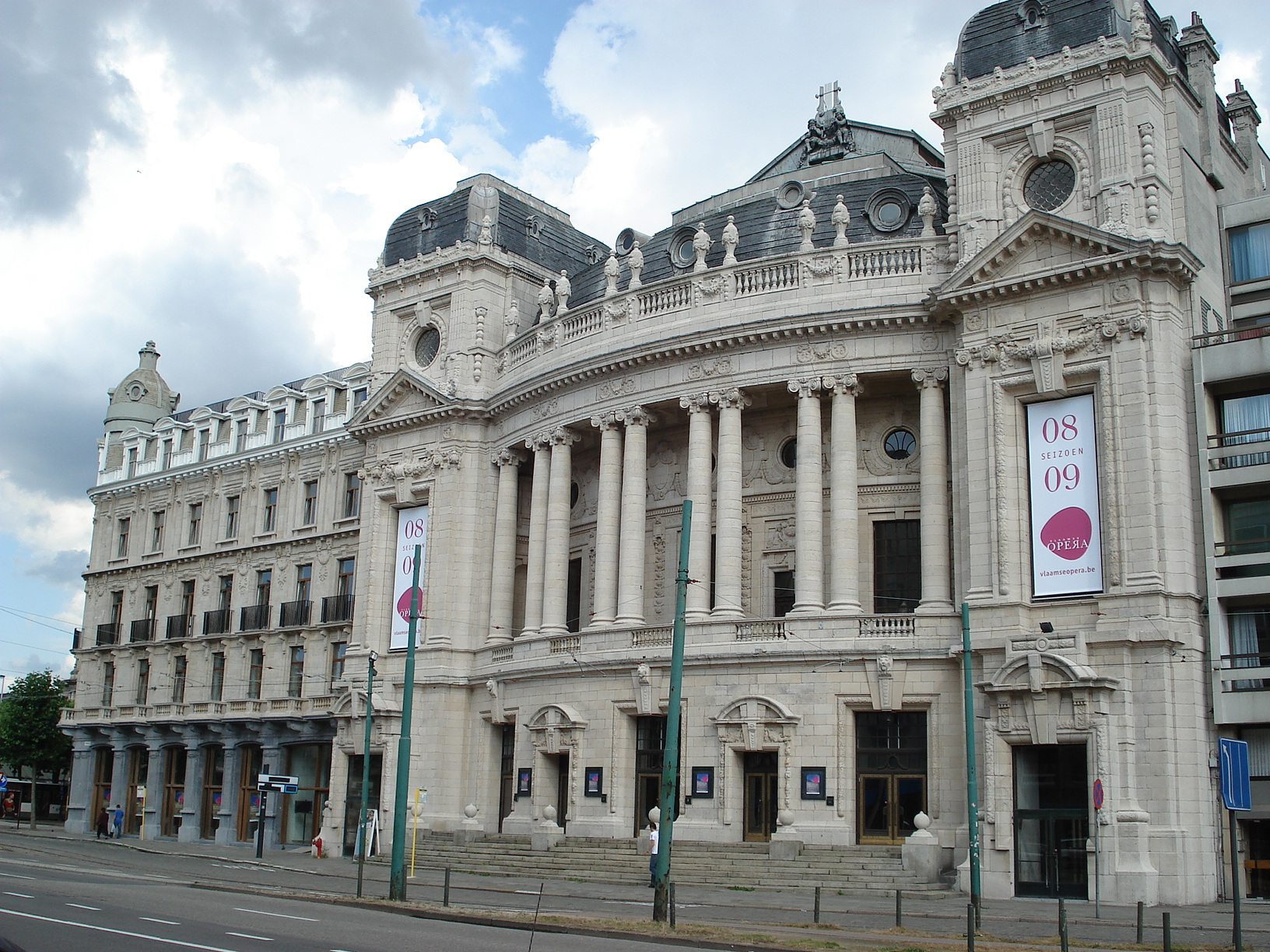
Gebouw van de Koninklijke Opera Antwerpen.

De opera van Antwerpen was een van de operahuizen waar Parsifal in 1914 al werd opgevoerd nog juist voor het begin van de Eerste Wereldoorlog. Vanaf 1926 werd het een traditie om de opera elk jaar in de Goede Week op het programma te zetten. Het rituele karakter van de opera en de verplichting om het stuk jaarlijks te hernemen leidden tot verstarring, ook al nam Antwerpen in de jaren 50 de regie van Wieland Wagner over. Het was toen dat de Nederlandse sopraan Marijke van der Lugt met veel succes Kundry op de scène zette en dat de Antwerpse opera tijdens de Goede Week een soort bedevaartsplaats werd voor Nederlandse Wagnerliefhebbers. De jaarlijkse herneming van Parsifal werd in 1988 afgevoerd door Gerard Mortier, die toen interim-intendant was van de Vlaamse Opera, de fusie van de operahuizen van Gent en Antwerpen. In 1990 werd Parsifal weer op het programma gezet door de nieuwe intendant Marc Clémeur, maar in 1993 kwam er een uitvoering van Lohengrin voor in de plaats. Sedertdien werd de traditie definitief stopgezet.

## Religieuze achtergrond

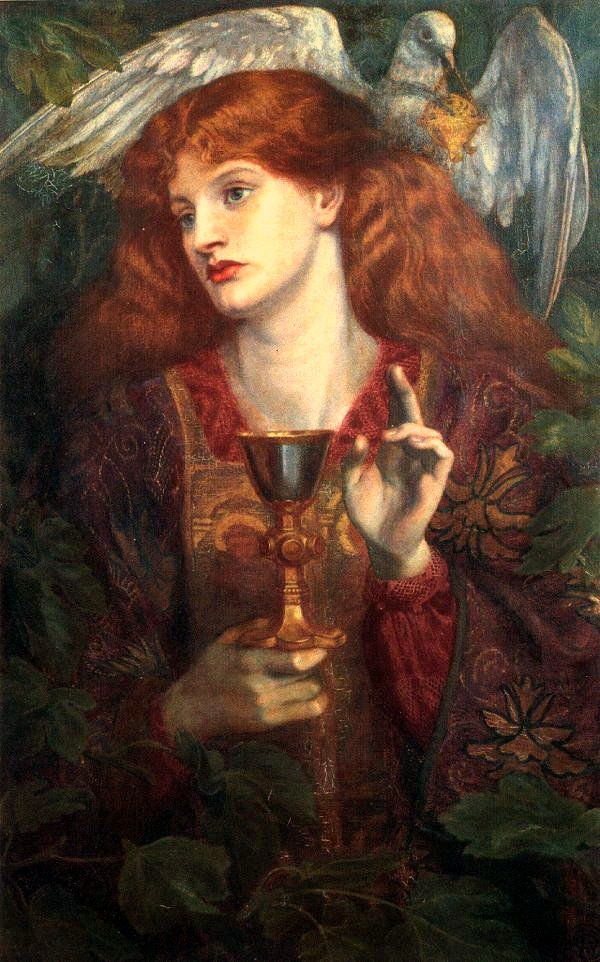
The Damsel of the Holy Grail (1874) door Dante Gabriel Rossetti. Privécollectie Lord Andrew Lloyd Webber.

Als men het eerste en derde bedrijf van Parsifal analyseert, zowel wat de tekst als wat de scenische instructies betreft, kan men moeilijk naast de verwijzingen naar religieuze en Bijbelse motieven kijken. De graal zelf was voor Wagner de beker waaruit Christus had gedronken tijdens het laatste avondmaal en waarin aan het kruis zijn bloed was opgevangen. De voetwassing door Kundry, haar doopsel en de zalving van Parsifal tot koning zijn ook bekende thema’s uit het evangelie en uit de Bijbel. Ook de speer die wordt opgevoerd als de speer van Longinus waarmee de zijde van Christus werd doorboord is een directe verwijzing naar het lijdensverhaal.
Maar anderzijds blijkt uit dagboeken en de correspondentie van Wagner met Mathilde Wesendonck dat de idee van het verlossende medelijden van bij het begin een belangrijke rol speelde in het verhaal. In zijn Venetiaans dagboek schrijft Wagner hierover op 1 oktober 1858:
Ik herken in dit ‘medelijden’ het meest in het oog springende kenmerk van mijn morele geaardheid en dit vindt waarschijnlijk zijn uitdrukking in mijn kunst.
Hij had in 1854, toen hij aan Die Walküre werkte, het werk Die Welt als Wille und Vorstellung van de filosoof Arthur Schopenhauer gelezen en was diep onder de indruk van de ideeën die door hem ontwikkeld werden omdat ze zijn visie op de wereld bevestigden. Schopenhauer beschouwde de wil om te leven als een fundamenteel gegeven en pleitte voor het verzaken aan deze levensdrang als de weg tot verlossing. Men kon deze verlossing bereiken door zichzelf volledig weg te cijferen in ‘mede-lijden’ met andere schepsels. Wagner zal in zijn latere opera’s, vooral in Tristan en Isolde en Parsifal deze gedachten aan bod laten komen.
De denkwereld van Schopenhauer was nauw verwant met het Boeddhisme zoals men het in die tijd kende en Wagner ging zich vanaf dan in die leer verdiepen en bleef dit doen tot het einde van zijn leven. Een van de resultaten hiervan was zijn concept voor een opera Die Sieger op basis van een van de sagen uit de Introduction à l'Histoire du Buddhisme Indien van Eugène Burnouf.
Sommige van die Boeddhistische ideeën vinden we terug in Parsifal. In het eerste bedrijf bijvoorbeeld zegt Gurnemanz over Kundry:
Hier lebt sie heut’ vielleicht erneut, zu büssen Schuld aus früh’ren Leben— 
Een vreemde veronderstelling voor een devote christelijke ridder.
Ook het plotse inzicht in het lijden van Amfortas, dat Parsifal krijgt bij de kus van Kundry in het tweede bedrijf was een idee dat Wagner al had uitgewerkt om Boeddha zijn laatste ‘verlichtende inzicht’ te laten krijgen in zijn concept van Die Sieger en dat hij beschrijft in een brief aan Mathilde Wesendonck van 5 oktober 1858. Parsifal wordt door die kus een bodhisattva, een wezen (sattva) dat naar verlichting (bodhi) streeft en die zal bereiken door zijn medelijden.
Het ganse tweede bedrijf kan trouwens worden gezien als het verhaal van Mára, de incarnatie van het kwade, die wil verhinderen dat Boeddha tot verlichting komt. Mára stuurt eerst zijn krijgslieden op Boeddha af, maar die kunnen hem niet deren. Daarop stuurt hij zijn dochters naar Boeddha om hem te verleiden, maar ook die slagen niet in hun taak. Een equivalent voor Kundry ontbreekt in het Máraverhaal, maar uiteindelijk slingert Mára een discus naar Boeddha om hem te doden, maar die verandert in een bloemenkrans die boven Boeddha’s hoofd blijft zweven.
Niettegenstaande de christelijke elementen en de boeddhistische equivalenten blijft Parsifal in de eerste plaats Wagners ultieme kunstwerk waarmee hij wou bewijzen dat belangrijke waarheden, religieus, profaan of filosofisch, via de kunst op een unieke expressieve wijze tot uiting konden worden gebracht op de scène en de basisidee van Parsifal is ongetwijfeld dat het medelijden de weg naar bevrijding is.

## Weblinks
- (nl)  Online opera gids voor Parsifal